# Appleton Township (Missouri)
Pour les articles homonymes, voir Appleton Township.
Appleton Township est un ancien township, situé dans le comté de Saint Clair, dans le Missouri, aux États-Unis,.
Le township est fondé en 1880 et baptisé en référence à la ville d'Appleton City.

### Source de la traduction
- (en) Cet article est partiellement ou en totalité issu de l’article de Wikipédia en anglais intitulé « Appleton Township, St. Clair County, Missouri » (voir la liste des auteurs).